# Marvin Griffin
Samuel Marvin Griffin Sr. (Bainbridge, 4 settembre 1907 – Tallahassee, 13 giugno 1982) è stato un politico e generale statunitense.

## Biografia

### Origini
Figlio dell'editore Ernest Howard Griffin, studiò nell'Accademia Militare della Carolina del Sud, ma nel 1933 interruppe la carriera nell'esercito per occuparsi del quotidiano di famiglia, il Post-Searchlight, a causa delle condizioni di salute precarie del genitore. Si diede quindi alla politica, divenendo braccio destro del governatore della Georgia Eurith D. Rivers.
Al termine del mandato di Rivers e all'entrata degli Stati Uniti della seconda guerra mondiale nel 1941, Griffin si arruolò nuovamente nell'esercito e partecipò alla campagna della Nuova Guinea col grado di maggiore. Congedato nel 1945 come tenente colonnello, il governatore Ellis Arnall lo pose a capo della Guardia Nazionale della Georgia, e si occupò di mantenere l'ordine pubblico durante la crisi dei tre governatori nel 1947.

### Apice politico
Per la fedeltà dimostrata ad Herman Talmadge durante la crisi, venne nominato suo vicegovernatore dal 1948 al 1955, quando venne eletto per sostituirlo. L'amministrazione Griffin promosse l'ammodernamento della Georgia, costruendo migliaia di chilometri di strade e aumentando gli stipendi dei dipendenti pubblici, soprattutto gli insegnanti.
Come molti politici del Profondo Sud anche Griffin era un convinto segregazionista, rifiutandosi di permettere la frequentazione da parte degli afroamericani delle scuole riservate ai bianchi. Tuttavia durante il proprio mandato finanziò grandemente gli istituti riservati ai neri, cercando di normalizzare il livello medio di istruzione, fino ad allora decisamente sproporzionato a favore dei bianchi.
La rielezione nel 1959 gli fu pregiudicata, oltre che dal conservatorismo estremo dei georgiani, che malvedevano le pur limitate concessioni di Griffin alla causa dei diritti civili, anche da numerose accuse di corruzione mosse alla sua amministrazione, per cui decise di non presentarsi alle elezioni del 1958.

### Ultimi anni, vita privata e morte
Tentò per l'ultima volta la scalata al potere georgiano nel 1962, venendo tuttavia sconfitto dal rivale Carl Sanders, che fece leva proprio sulle passate accuse di corruzione per farne fallire la candidatura. Alle elezioni presidenziali del 1968 fu il candidato vicepresidente di George Wallace, ma date le poche probabilità di successo dell'iniziativa si ritirò prima del voto, venendo sostituito da Curtis LeMay.
Sposato due volte, aveva due figli, Samuel Marvin Jr. e Patricia Ann. Quest'ultima morì tragicamente a soli quattordici anni il 7 dicembre 1946 nell'incendio del Winecoff Hotel di Atlanta, che causò complessivamente 119 vittime. Allineatosi col Partito Repubblicano e col presidente Gerald Ford, negli ultimi anni fu costretto a trasferirsi in Florida per via della salute declinante. Morì nel 1982 per via di un cancro ai polmoni.